# Titularbistum Coeliana
Coeliana (ital.: Celiana) ist ein Titularbistum der römisch-katholischen Kirche.
Die in Nordafrika gelegene Stadt war ein alter römischer Bischofssitz, der im 7. Jahrhundert mit der islamischen Expansion unterging. Er lag in der römischen Provinz Numidien.
| Titularbischöfe von Coeliana |                                                                |                                                   |                  |                   |
| Nr.                          | Name                                                           | Amt                                               | von              | bis               |
| 1                            | Francis Costantin Mazzieri OFMConv                             | Apostolischer Vikar von Ndola (Rhodesien)         | 13. Januar 1949  | 25. April 1959    |
| 2                            | Frans Janssen CM                                               | Apostolischer Vikar von Nekemte (Äthiopien)       | 21. Mai 1959     | 18. Dezember 1987 |
| 3                            | Juan Abelardo Mata Guevara SDB                                 | Weihbischof in Managua (Nicaragua)                | 13. Februar 1988 | 6. März 1990      |
| 4                            | Herberto Celso Angelo                                          | Weihbischof in Mercedes-Luján (Argentinien)       | 31. Oktober 1990 | 18. Januar 1993   |
| 5                            | Francesco Coccopalmerio ab 2007 Titularerzbischof pro hac vice | Weihbischof in Mailand (Italien) Kurienerzbischof | 8. April 1993    | 18. Februar 2012  |
| 6                            | Paul Sanchez                                                   | Weihbischof in Brooklyn (USA)                     | 2. Mai 2012      |                   |